# Fotboll i Egypten
Fotboll är mycket populärt och den absolut största sporten i Egypten. Herrlaget är Afrikas åttonde bästa lag samt nummer 55 i världen i den officiella Fifa rankingen. De har vunnit Afrikanska mästerskapet i fotboll 7 gånger.
Egyptisk klubbfotboll är också mycket framstående framför allt genom storklubbarna Al-Ahly och Zamalek SC, som båda rankas bland Afrikas tre bästa klubbar genom tiderna via sina framgångar i CAF Champions League, CAF Confederation Cup och CAF Super Cup för klubblag. Matcherna mellan dessa två storklubbar följs med mycket stort intresse, inte bara i Egypten utan i hela norra Afrika och Mellan Östern, och garanterar ett fullsatt Kairo stadium vilket betyder i det närmaste 100 000 åskådare.

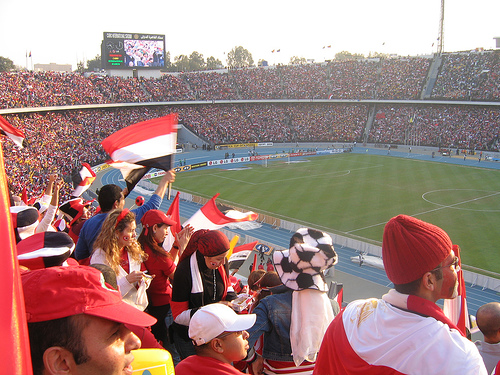
Kairo Stadium

## Landslag
Det egyptiska herrlandslaget i fotboll (arabiska: منتخب مصر لكرة القدم), med smeknamnet Faraonerna (The Pharaohs), representerar Egypten i fotboll under ledning av det Egyptiska Fotbollsförbundet. 
Laget deltog i 1920 års olympiska fotbollsturnering i Antwerpen i månadsskiftet augusti-september och föll med 1-2 mot Italien innan man slog Jugoslavien med 4-2 i tröstturneringen.
De var det första land att representera Afrika i ett världsmästerskap i fotboll då de deltog i Världsmästerskapet i fotboll 1934, där de förlorade mot Ungern i åttondelsfinalen med 2-4. Det skulle dröja ytterligare 56 år innan Egypten kvalificerade sig till sitt nästa och hittills enda, världsmästerskap vid Världsmästerskapet i fotboll 1990 där de dock blev utslagna efter första omgångens gruppspel efter att ha spelat 1-1 mot Nederländerna, 0-0 Irland och förlorat sista matchen mot England med 0-1.  
Egypten är regerande trefaldig Afriskanska mästare  i fotboll då det vunnit de tre senaste turneringarna 2006, 2008 och 2010. De var även de första mästarna då de vann Afrikanska mästerskapet i fotboll 1957, de har dessutom vunnit turneringen 1959, 1986 och 1998.
Mellan 1958 och 1961 spelade Egypten under namnet Förenande Arab Republikens fotbollslag  i och med att Egypten och Syrien slutit ett förbund och bildat Förenade Arabrepubliken. Förbundet med Syrien upphörde dock 1961 men namnet Förenade Arabrepubliken användes dock av Egypten fram till 1971.

## Egyptiska ligasystemet
Det egyptiska liga systemet består av 2 nivåer där dess högsta nivå benämns Egyptiska Premier League  och nivån därunder benämns Division 2. 

### Egyptiska Premier League
Den egyptiska första divisionen, Egyptiska Premier League (arabiska: الدوري المصري الممتاز) består av 16 klubbar och spelades första gången 1948/49. De mest kända, populära och framstående fotbollsklubbarna är Al-Ahly med 35 ligavinster och Zamalek SC med 12 ligavinster , båda från Kairo. Tillsammans har dessa båda klubbar vunnit 46 av 53 spelade mästerskap.
Andra framstående egyptiska ligaklubbar är Ismaily SC (Ismailia) med 3 ligavinster, al-Mokawloon al-Arab (Kairo) (1 ligavinst), Al-Masry (Port Said) och Itihad (Alexandria). Från och med säsongen 2007/08 är det officiella namnet på ligan Etisalat Egyptian Premier League efter det att telekom operatören Etisalat skrivit ett sponsoravtal med det egyptiska fotbollsförbundet.

### Egyptiska Division 2
Det egyptiska seriesystemets andra nivå består av tre regionala grupper om 16 lag i varje, grupp 1 innefattar Övre (=södra) Egypten, grupp 2 Kairo och grupp 3 Nedre (=norra) Egypten. Vinnaren av varje grupp flyttas upp till Egyptiska Premier League och de tre sista lagen i varje grupp flyttas ned till division 3.

### Egyptiska Division 3
Det egyptiska seriesystemets tredje nivå.

## Egyptiska cupen
Egyptiska cupen är en årlig turnering i fotboll som med ett fåtal undantag har spelats sedan 1921. Cupspelat har dominerats av Kairo-klubbarna Al-Ahly med 35 och Zamalek SC med 25 cupvinster.

## Egyptiska supercupen
Egyptiska supercupen är en årlig turnering i fotboll som har spelats sedan 2001 mellan vinnaren av Egyptiska Premier League och Egyptiska cupen. Turneringen har dominerats av Al-Ahly med 6 och Zamalek SC med 2 cupvinster.